# Гільєрмо де Аморес
Гільєрмо де Аморес (ісп. Guillermo de Amores, нар. 19 жовтня 1994, Сан-Хасінто) — уругвайський футболіст, воротар клубу «Пеньяроль» та національної збірної Уругваю. Виступав також за низку уругвайських та закордонних клубів. Чемпіон Колумбії, чемпіон Уругваю.

## Клубна кар'єра
У професійному футболі Гільєрмо де Аморес дебютував 2011 року виступами за команду «Ліверпуль» (Монтевідео), в якій грав до 2018 року, взявши участь у 92 матчах чемпіонату. У 2018 році воротар перейшов до клубу «Бостон Рівер», звідки його відразу віддали в річну оренду до бразильського клубу"Флуміненсе". У сезоні 2019—2020 років де Аморес знову грав у клубі «Бостон Рівер».
У 2020 році Гільєрмо де Аморес став гравцем клубу «Фенікс», в якому грав до 2021 року, після чого клубу віддав воротаря в оренду до колумбійської команди «Депортіво Калі». У складі цього клубу де Аморес став чемпіоном Колумбії. У 2022 році уругвайський футболіст перейшов до аргентинського клубу «Ланус», з якого гравця віддали в оренду до іспанського клубу «Спортінг» (Хіхон).
З 2023 року Гільєрмо де Аморес грає на батьківщині в клубі «Пеньяроль». У складі команди футболіст у 2024 році став чемпіоном Уругваю.

## Виступи за збірні
У 2013 році Гільєрмо де Аморес у складі молодіжної збірної Уругваю грав на молодіжному чемпіонаті світу, де уругвайська молодіжка зайняла друге місце, а де Аморес був визнаний кращим воротарем турніру. У 2015 році футболіст у складі молодіжної збірної став переможцем Панамериканських ігор.
У 2024 році Гільєрмо де Аморес дебютував у складі національної збірної Уругваю.

## Титули і досягнення
- Чемпіон Панамериканських ігор: 2015
- Чемпіон Колумбії (1):

«Депортіво Калі»: 2021-II
- Чемпіон Уругваю (1):

«Пеньяроль»: 2024